# 그녀는 행복했을까
《그녀는 행복했을까》는 2002년 12월 20일에 MBC에서 방영한 베스트극장이다.

## 등장 인물

### 주요 인물
- 박현숙 : 은자 역
- 신소미 : 영선 역 (아역 한예린) - CNN 동아시아지역 특파원
- 이설아 : 은자의 딸 역
- 김영옥
- 현석 : 지일 역 - 아버지
- 송옥숙

### 그 외 인물
- 최창훈
- 남포동
- 이영희
- 김홍수
- 고용화
- 원종례
- 김용희
- 전익령
- 이경미
- 김윤주 (아역)
- 전희주 (아역)
- 윤소라 (목소리 출연)